# Staurocladia bilateralis
Staurocladia bilateralis is een hydroïdpoliep uit de familie Cladonematidae. De poliep komt uit het geslacht Staurocladia. Staurocladia bilateralis werd in 1930 voor het eerst wetenschappelijk beschreven door Edmonson. 